# Hato Julí
Hato Julí è un comune (corregimiento) della Repubblica di Panama situato nel distretto di Mironó, comarca di Ngäbe-Buglé. Si estende su una superficie di 10,6 km² e conta una popolazione di 1.504 abitanti (censimento 2010).